# Sancta Ana Basilica

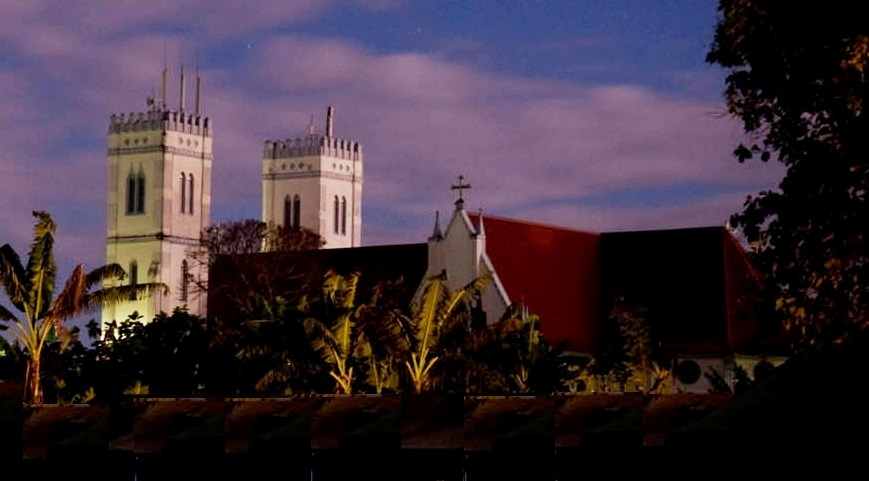
Basilica Sancta Ana, Leulumoega

Die Sancta Ana Basilica (dt.: Basilika St. Anna) ist eine römisch-katholische Kirche in Leulumoega an der Küste der Insel Upolu des Pazifikstaates Samoa. Die Kirche mit dem Patrozinium der Marienmutter Anna gehört zum Erzbistum Samoa-Apia und hat den Rang einer Basilica minor.

## Geschichte
Die katholischen Gemeinden und Kirchenbauten auf Upolu entstanden ab der Mitte des 19. Jahrhunderts durch das Wirken von Maristenpatres.
Im Rahmen seiner Ozeanienreise feierte Papst Paul VI. am 30. November 1970 eine heilige Messe in Leulumoega.
Am 8. Dezember 2009 erhob Papst Benedikt XVI. die Kirche zur Basilica minor.

## Bauwerk
Die gelb gestrichene Kreuzbasilika besitzt eine Zweiturmfassade mit flachen Abschlüssen der Glockentürme. Der Eingangsbereich ist mit einem großen Säulenvorbau überdacht. Der weiß gestaltete Innenraum mit Obergaden über den Seitenschiffen wird von einem hölzernen Kruzifix vor der Chorapsis dominiert, auch die flach gewölbte Decke ist in braunem Holz ausgeführt. Die Fenster sind als farbenprächtige, moderne Bleiglasfenster gefertigt. Sie zeigen Bilder der Apostel und Szenen aus der Bibel wie der Vertreibung aus dem Paradies und dem Pfingstfest. Auf der rechten Chorseite steht eine große Marienstatue.